# Scarecrow and Mrs. King
Scarecrow and Mrs. King är en amerikansk spionserie som producerades av Warner Bros. och sändes av CBS mellan 1983 och 1987.

## Handling
Den frånskilda tvåbarnsmamman Amanda King värvas av agenten "Scarecrow" till spionorganisationen "Agency" sedan hon mycket rådigt hjälpt honom ur en knipa. Nu måste Amanda hantera sitt utmanade arbete och familjelivet, vilket även innefattar mamma Dotty som är mycket nyfiken på det nya jobbet och framför allt dotterns attraktive kollega.

## Rollista i urval
- Kate Jackson – Amanda King
- Bruce Boxleitner – Lee "Scarecrow" Stetson
- Beverly Garland – Dotty West
- Mel Stewart – Billy Melrose
- Martha Smith – Francine Desmond
- Sam Melville – Joe King (5 avsnitt)